# Bronisław Bebel
Bronisław Bebel   (Noyelles-sous-Lens, 16 de maig de 1949) és un jugador de voleibol polonès, ja retirat, que va competir durant les dècades de 1970 i 1980.
El 1972 va prendre part en els Jocs Olímpics d'Estiu de Múnic, on fou novè en la competició de voleibol. Quatre anys més tard, als Jocs de Mont-real, va guanyar la medalla d'or en la competició de voleibol.
En el seu palmarès també destaca una medalla de plata al Campionat d'Europa de voleibol de 1977. Entre 1968 i 1978 fou 199 vegades internacional per Polònia. A nivell de clubs jugà al Chełmiec Walbrzych (1969-1970); el Resovia Rzeszów (1970-1976), amb qui guanyà quatre lligues (1971, 1972, 1974 i 1975) i una copa de Polònia (1975); l'Hutnik Nowa Huta (1977-1979); l'AS Grenoble (1980-1982) i l'Spacer's Toulouse Volley (1982-1986).